# Santiag
 (juillet 2015).
Si vous disposez d'ouvrages ou d'articles de référence ou si vous connaissez des sites web de qualité traitant du thème abordé ici, merci de compléter l'article en donnant les références utiles à sa vérifiabilité et en les liant à la section « Notes et références ».

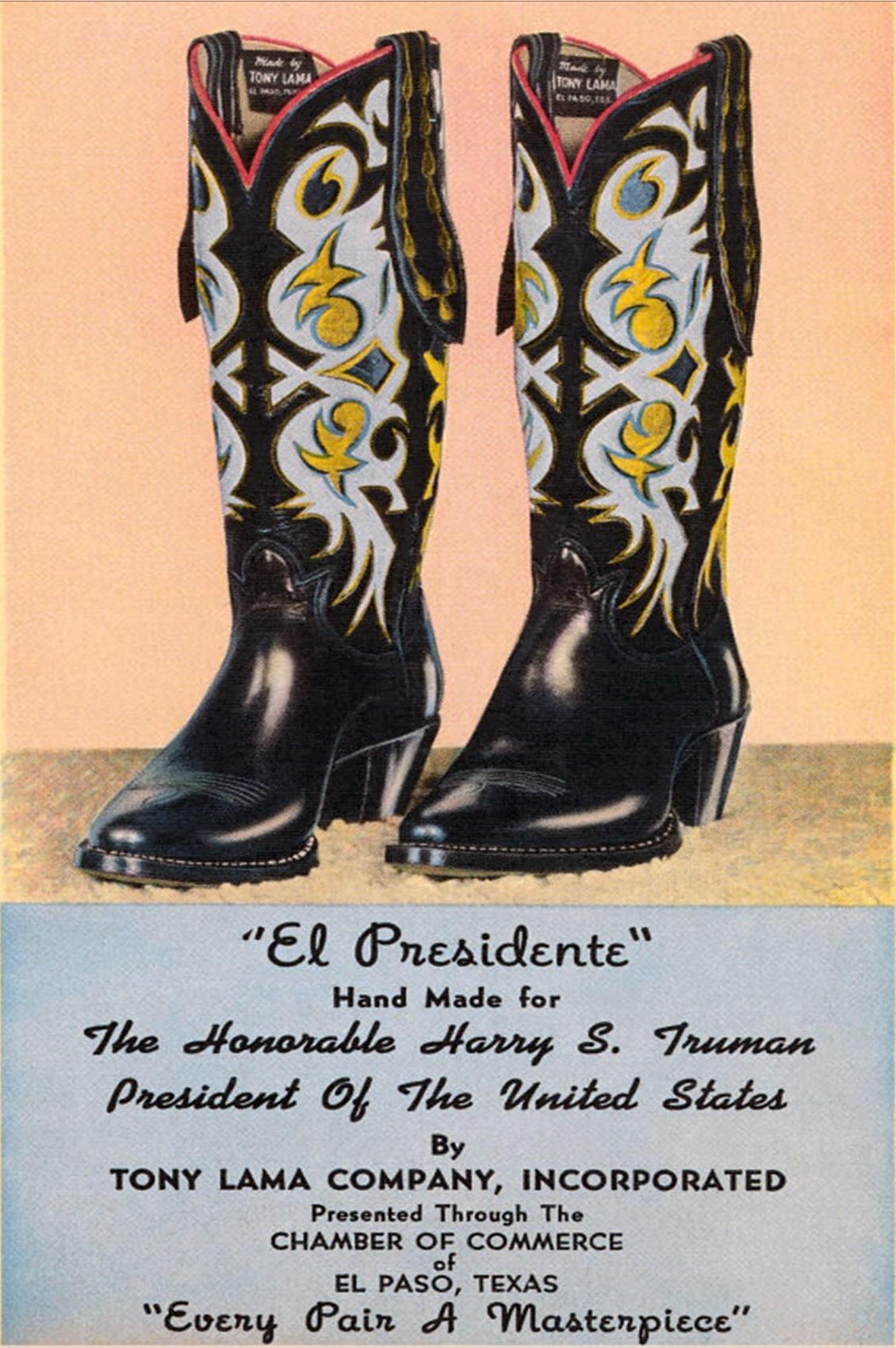
Publicité de Tony Lama pour les bottes présidentielles de Harry S. Truman, « El Presidente », originaires de El Paso, au Texas

Une santiag (ou botte de cowboy) se réfère à un style spécifique de botte, historiquement portée par les vaqueros (traduits en anglais par cow-boys, des bouviers montés à cheval), au Nord du Mexique et au Sud-Ouest des États-Unis. Elle possède un talon assez haut, un bout pouvant aller d'arrondi à pointu, une tige haute et ne possède traditionnellement aucun lacet. Les santiags sont principalement fabriquées à base de cuir de vachette mais elles peuvent également être fabriquées à base de peaux exotiques telles que d'alligator, d'autruche, d'élan, de bison, de serpent, de lézard, d'éléphant, de buffle et autres.
Le terme santiag est une apocope de l’espagnol Santiago (« Saint-Jacques »). Ces chaussures sont notamment portées au Nord des États-Unis du Mexique (états de Jalisco, Guanajuato et Nuevo León) et au Sud-Ouest des États-Unis d'Amérique, dans des États autrefois Mexicains (Californie, Nevada, Utah, Arizona, Nouveau-Mexique, et une partie du Colorado).
Il existe deux styles basiques de bottes de cowboy - la botte western (classique), et le roper. Le style western est caractérisé par une tige haute, montant au minimum à mi-mollet, avec un talon cowboy biseauté, généralement de plus d'un pouce - 2,54 cm - d'épaisseur, et atteignant deux pouces sur certains modèles. Un modèle de talon « de marche » légèrement plus bas, mais toujours biseauté, est aussi commun. Traditionnellement le talon est constitué de lamelles de cuir collées entre elles, mais de nombreux modèles de bottes sont aujourd'hui fabriqués avec des talons en matériau synthétique d'un seul bloc. Bien que les bottes western puissent être personnalisées avec une grande variété de formes du bout avant, la forme classique de l'avant est étroite, le plus souvent pointue.
Une conception plus récente, le style roper, possède une tige plus courte qui monte au-dessus de la cheville mais plus bas que mi-mollet. Ce style se caractérise aussi par un talon carré, non biseauté, de la même forme que la partie arrière de la semelle sur laquelle il est fixé, le plus souvent de moins d'un pouce d'épaisseur. Si certaines rares marques proposent aussi une version légèrement biseautée du talon plat et carré de style roper, l'épaisseur reste cependant identique. Les bottes roper sont généralement munies de bouts avants arrondis mais, étant donné les variations de style des vêtements quotidiens, on voit aussi des modèles avec des bouts carrés. Le style roper existe aussi dans une conception lacée, qui souvent permet une meilleure tenue de la cheville et est moins susceptible de glisser du pied, mais ces deux caractéristiques entraînent par contre des problèmes de sécurité lors de la monte de chevaux.

## Historique

Carte administrative du Mexique en 1835-1846

Les bottes font partie des activités équestres depuis des siècles. Jusqu'à l'industrialisation, les bottes étaient fabriquées à la main, individuellement, de toutes sortes de styles et formes, dépendant des savoir-faire et des cultures. L'ancien style de bottes de cowboy, ainsi que d'autres parties de la tenue vestimentaire des cowboys, fut fortement influencé par la tradition des vaqueros venus d'Espagne jusqu'en Amérique, au début du XVIe siècle. Cette tradition se perpétue actuellement au Mexique et spécialement dans les États de Jalisco, Guanajuato et Nuevo León. La conception des bottes militaires destinées aux unités de cavalerie a également eu une influence certaine.
Plus tard, la révolution industrielle permet à certains styles de bottes d'être produits en masse, particulièrement pour les militaires. Actuellement, les santiags et les bottes de cowboy sont très répandus aux États-Unis dans les états du Texas, de l'Oklahoma et du Kansas.